# Raymond Perraud
Raymond Perraud, né le 28 février 1913 à Nouméa (Nouvelle-Calédonie) et mort au combat à La Garde (Var) lors des combats de Provence, est un magistrat et officier néo-calédonien du bataillon du Pacifique.

## Biographie
Après son baccalauréat, Raymond Perraud quitte la Nouvelle-Calédonie pour la métropole et obtient une licence de droit à l'Université de Montpellier en 1936. Il retourne dans son territoire l'année suivante pour exercer et devient officier de réserve.
Il s'engage activement dans les événements de l'été 1940 qui mènent au ralliement de la Nouvelle-Calédonie à la France Libre et se porte immédiatement volontaire pour rejoindre le corps expéditionnaire en cours de création par Félix Broche, qui deviendra le célèbre bataillon du Pacifique. Perraud quitte ainsi Nouméa le 5 mai 1941 avec le grade de lieutenant et le commandement de la 2e compagnie.
Il combat ainsi à Bir Hakeim, à El Alamein et en Tunisie, puis lors de la campagne d'Italie. En août 1944, il débarque en Provence avec son bataillon et prend part à la prise du Golf Hôtel à Hyères le 21 août 1944. Il est tué d'une balle lors des combats de La Garde deux jours plus tard.
Il sera fait Compagnon de la Libération à titre posthume.

## Décorations
- Chevalier de la Légion d'honneur
- Compagnon de la Libération à titre posthume par décret du 20 novembre 1944
- Croix de guerre 1939–1945
- Médaille de la Résistance française par décret du 31 mars 1947[3]
- Médaille coloniale avec agrafe "Libye 1942", "Bir Hakeim"
- Médaille commémorative française de la guerre 1939–1945
- Médaille commémorative des services volontaires dans la France libre
- Médaille commémorative de la campagne d'Italie (1943–1944)

## Hommages
- Une rue de Nouméa porte son nom (rue du Capitaine Perraud).

## Liens extérieurs
- Biographie sur le site de l'Ordre de la Libération